# Ridder van Eer en Devotie
Een Ridder, of Dame, van Eer en Devotie is een lid van een ridderlijke orde, bijvoorbeeld de Orde van Malta. In de Nederlandse afdeling van deze orde behoren zij tot katholieke geslachten uit de adel en dragen zij een titel of predicaat dat teruggaat tot vóór 1855. Prinses Beatrix is Grootkruis van Eer en Devotie.
Soeverein ·
Grootmeester ·
Kanselier ·
Kapittel ·
Grootprior ·
Baljuw ·
Heraut ·
Wapenkoning ·
Ordeketen ·
Bijzondere Klasse ·
Grootkruis ·
Grootlint ·
Grootofficier ·
Commandeur ·
Officier ·
Ridder Grootkruis van Eer en Devotie ·
Rechtsridder ·
Ridder van Obediëntie ·
Ridder van Eer en Devotie ·
Ridder van Gratie en Devotie ·
Ridder van Magistrale Gratie ·
Eredame ·
Dame ·
Ridder ·
Lid ·
Expectant ·  
Medaille